# Campionato ceco di calcio a 5
Il campionato ceco di calcio a 5 è un insieme di tornei di calcio a 5, nazionali e regionali, organizzati dalla Federazione calcistica della Repubblica Ceca. La prima divisione è chiamata 1. Futsal Liga.

## Storia
Il campionato ceco è stato istituito nel 1993, proseguendo la tradizione di quello cecoslovacco che venne disputato ininterrottamente dal 1971 al 1992. Le prime edizioni sono state appannaggio di società già vincitrici del campionato cecoslovacco come l'Ajax Zlin e l'IFT Ostrava. Nel terzo millennio è salito prepotentemente alla ribalta l'Era-Pack Chrudim, capace di conquistare 16 titoli (12 dei quali consecutivi) tra il 2004 e il 2020.

## Albo d'oro
- 1993:  Ajax Zlin (1)
- 1993-1994:  IFT Ostrava (1)
- 1994-1995:  IFT Ostrava (2)
- 1995-1996:  Defect Praha (1)
- 1996-1997:  Mikeska Ostrava (1)
- 1997-1998:  Mikeska Ostrava (2)
- 1998-1999:  Viktoria Žižkov (2)
- 1999-2000:  Bakov (1)
- 2000-2001:  Pramen HB (1)
- 2001-2002:  Jistebník (1)
- 2002-2003:  Nejzbach (1)
- 2003-2004:  Era-Pack Chrudim (1)
- 2004-2005:  Era-Pack Chrudim (2)
- 2005-2006:  Jistebník (2)
- 2006-2007:  Era-Pack Chrudim (3)
- 2007-2008:  Era-Pack Chrudim (4)
- 2008-2009:  Era-Pack Chrudim (5)
- 2009-2010:  Era-Pack Chrudim (6)
- 2010-2011:  Era-Pack Chrudim (7)
- 2011-2012:  Era-Pack Chrudim (8)

- 2012-2013:  Era-Pack Chrudim (9)
- 2013-2014:  Era-Pack Chrudim (10)
- 2014-2015:  Era-Pack Chrudim (11)
- 2015-2016:  Era-Pack Chrudim (12)
- 2016-2017:  Era-Pack Chrudim (13)
- 2017-2018:  Era-Pack Chrudim (14)
- 2018-2019:  Sparta Praga (1)
- 2019-2020:  Era-Pack Chrudim (15)
- 2020-2021:  Plzeň (1)
- 2021-2022:  Chrudim (16)
- 2022-2023:  Plzeň (2)
- 2023-2024:  Plzeň (3)